# Norbert Balogh
Norbert Sándor Balogh (ur. 21 lutego 1996 w Hajdúböszörmény) – węgierski piłkarz występujący na pozycji napastnika, zawodnik angielskiego klubu Hull City A.F.C. oraz reprezentacji Węgier. 

## Życiorys

### Kariera klubowa
Wychowanek Debreceni, w swojej karierze grał także w Létavértes SC ’97, US Palermo i APOEL FC.
14 września 2019 podpisał kontrakt z angielskim klubem Hull City.

## Sukcesy

### Klubowe
APOEL FC
- Mistrz Cypru: 2018-2019

### Reprezentacyjne
Węgry U-21
- Uczestnik Mistrzostw Europy U-21: 2015